# نور الدين سونمز
نور الدين سونمَز (بالتركية: Nurettin Sönmez)‏، ممثل تركي، من مواليد 24 يوليو 1978؛ بإسطنبول، تركيا. اشتهر لتمثيله دور «بامسي» في مسلسل قيامة أرطغرل، درس هندسة التعدين بجامعة إسطنبول، ثم درس بجامعة يدي تبة المسرح، بعد تخرجه من الجامعة عمل بالتمثيل وكان أهم عمل قام به حتى الآن دوره في مسلسل قيامة أرطغرل وقال أنه لم يجد صعوبة في دوره بهذا المسلسل لخبرته في ركوب الخيل واستخدام السيف.

## أعماله
- 2019-2021 المؤسس عثمان بدور بامسي ألب.
- 2014-2018 قيامة أرطغرل بدور «بامسي ألب»
- 2013 تتار رمضان بدور «أولفي»
- 2013 الدولة العثمانية العميقة بدور «غدار علي»
- 2011 الفراشات الزرقاء بدور «برانكو بريكوفيتش»[3]